# Descălecatul Moldovei
Descălecatul Moldovei reprezintă la origine o versiune inițială a întemeierii Țării Moldovei, asociată cu tradiția orală și cu cronicile moldovenești.
Lipsa unei baze documentare valabile pentru întemeierea statului feudal moldovenesc - spre deosebire de cea aflată la dispoziție pentru întemeierea Țării Românești - a făcut ca mult timp în istoriografia românească să domine această versiune a cronicarilor, Moldova fiind considerată ca produs al unui „descălicat”. Conform tradiției, întemeierea noului stat este asociată cu numele lui Dragoș, primul voievod al Moldovei, care, venind pentru vânat din Maramureș la malurile râului Moldova și plăcându-i locurile, le-a populat cu români maramureșeni.
Dacă voievodul Dragoș a fost considerat „Descălecătorul”, Bogdan I, care a domnit în Moldova până în 1365, este considerat adevăratul întemeietor al statului moldovean de sine stătător, cu reședința la Baia, fiind cel care i-a asigurat prin luptă independența față de statul ungar, Dragoș fiind doar cel care reușise să înființeze o nouă entitate politico-teritorială numită Moldova, dependentă însă de Regatul Ungar.
Prin persistența noțiunii în istoriografia națională, Descălecatul Moldovei[A] a reușit până la urmă să se asocieze definitiv cu procesul de întemeiere a statului românesc de la est de Carpații Orientali.

## Epoca prestatală

### Contextul etnic
Populația băștinașă a Moldovei are ca origine triburi geto-dacice romanizate sau libere și elemente ale populațiilor migratoare care au tranzitat zona. Inițial refugiate în ținuturile muntoase sau păduroase, populațiile de origine au revenit treptat spre zone mai joase, pe măsură ce invaziile se răreau și începea constituirea unor formațiuni prestatele sedentare. Astfel a început amestecul cu migratorii slavi și iranici.

### Contextul politic
În viitorul spațiu geografic moldovenesc, tendința de constituire a formațiunilor statale a coincis cu un nou val de invazii ale popoarelor migratoare (pecenegi, cumani, uzi, mongoli), ceea ce a condus la stagnarea procesului de unificare a formațiunilor prestatale.
Chiar în condițiile dependenței de cuceritori, populația băștinașă a constituit uniuni de comunități teritoriale sau obști agrare, numite țări (de la latinul terra – pământ). Despre trei formațiuni politice vechi, uniuni de obști: Vrancea, Câmpulung Moldovenesc și Tigheci  (ținut păduros din marginea stepei Bugeacului) a relatat Dimitrie Cantemir. Câteva uniuni de obști alegeau o „căpitenie” militară intitulată voievod, iar teritoriul condus de acesta căpăta denumirea de voievodat. În unele ținuturi învecinate cu slavii ele se mai numeau cnezate, banate sau jupânate. Procesul de unificare a micilor voievodate în formațiuni teritoriale mai mari și mai viabile a reprezentat debutul constituirii statului medieval.
Procesul de apariție a unor formațiuni statale mai avansate în spațiul extracarpatic a întârziat deoarece acesta era suplimentar afectat de invaziile migratorilor. După invazia mongolă (1241-1242), evoluția formațiunilor statale de pe teritoriul de la răsărit de Carpați era posibilă doar în partea de nord-vest a acestui spațiu, deoarece zonele sudice și sud-estice (inclusiv dintre Prut și Nistru) se aflau sub dominația directă a Hoardei de Aur.

## Geneza statalității
Întemeierea statului moldovenesc este precedată de preexistența inițială în zona de nord-vest a unei nucleu statal, dar care în final nu a reușit să-și asume rolul unificator. Acest rol a fost ulterior preluat în epoca angevină de al doilea nucleu, evoluția lui putând fi descrisă prin două etape: prima cea a formării unei structuri politico-militare (căpitănie) de apărare a hotarelor răsăritene ale regatului maghiar, iar cea de a doua exprimând formarea statului feudal independent consolidat.

### Contextul politic
În centrul și estul Europei, ultimele invazii se prelungesc până în secolul al XIII-lea, iar marile puteri din zonă, Imperiul Bizantin, Regatul Ungariei (după anul 1000) și Regatul Poloniei, tind să își împartă sferele de influență, încercând printre altele impunerea  stăpânirii asupra viitorului spațiu românesc.
Cumanii de origine turanică și mai târziu tătarii, au împiedicat extinderea stăpânirii Regatului Ungar dincolo de Carpații Orientali, oferind astfel populației locale posibilitatea, în zona de tampon, de a-și crea structuri și institutii de conducere.
Constituirea statelor extracarpatice a fost favorizată și de slăbirea presiunii exercitate de coroana maghiară, confruntată cu dificultăți cum ar fi stingerea dinastiei Arpadienilor (1301) și declanșarea luptelor pentru tron.
În secolul al XIII-lea, teritoriul viitorului stat moldovenesc se afla în ariile de influență politică ale Cnezatului Halici (sau cnezatul Galiția-Volînia), și Hanatului Hoardei de Aur, fiind fragmentat în mici cnezate precum cel de la Onuțu (lîngă Hotin), cel al cetății Hansca (în ținutul Lăpușnei), sau cel al Berladnicilor cu centrul politic la Bârlad. Iașii (popor iranic înrudit cu actualii Oseți din Caucaz) controlau centrul arealului, capitala lor  Iaski torg[B] fiind numită în cronici Civitas Iassiorum (azi Iași), iar zona Nistrului și Bugeacul erau stăpânite de tătari.
În eliminarea puterii Hanatului tătar erau deopotrivă interesate Ungaria și Polonia. Contextul extern creat de către influența Regatului Ungariei care a început să se facă simțită în această zonă spre sfârșitul secolului al XIII-lea și de preluarea în prima jumătate a secolului al XIV-lea a inițiativei strategice față de Hoarda de Aur de către regalitatea maghiară și ulterior și de către cea poloneză, a făcut ca la umbra acestor trei mari puteri care-și disputau influența asupra spațiului carpato-dunărean - să se constituie Țara Moldovei. 

### Primul nucleu statal
O parte dintre istorici (Gheorghe Brătianu, Ștefan Purice - argumente documentare, Dragoș Moldovanu - argumente cartografice) susțin că primul nucleu statal de la est de Carpați (Valahia nordică) a fost voievodatul de la hotarul cu Galiția din zona Siret-Suceava, cu centrul la Suceava, și care includea și Țara Șipenițului
Conform acestei concepții, relatările izvoarelor străine despre o formațiune statală de la est de Carpați începând cu sec. al XIII-lea se referă anume la această formațiune, atestată pe hărțile medievale ca Valahia Minor (Valahia Mică). Astfel în 1276-1277 regele Ottocar al II - lea al Boemiei nu a putut primi ajutor de la ruteni (bruteni) în lupta cu împăratul Rudolf de Habsburg, deoarece aceștia se aflau în conflict militar cu valahii (blacii) de la hotarul cnezatului. Peste o jumătate de secol, la 1326, aceiași blaci împreună cu ruteni și lituanieni au participat la o campanie militară poloneză împotriva margrafului de Brandenburg. Despre un voievod valah de „peste pădure” (de la răsărit de Carpați), „domn peste ceilalți” voievozi se vorbește încă în 1307-1308. Un cronicar polon de la începutul sec. al XVII-lea preciza că „polonii, și prin urmare, de asemenea autorii din acest neam, numesc Valachie partea din această provincie" - (de la est de Carpați) - „situată dincolo de marginea Podoliei, către Răsărit și către Miazănoapte, iar Moldova – partea situată de la hotarul Transilvaniei".

### Al doilea nucleu statal - Dragoș - Etapa mărcii de graniță

#### Istoriografia secolului XX
Conform istoricilor din secolul XX, Descălecatul Moldovei ar fi fost un rezultat indirect al luptelor duse de regele Ludovic Cel Mare al Ungariei împotriva Hoardei de Aur, pentru a îndepărta pericolul reprezentat de tătari de granița Carpaților. Armata ungară a trecut munții între 1345 și 1347, i-a învins pe tătari, iar regele Ludovic a decis să înființeze în teritoriul eliberat o „marcă", adică un teritoriu tampon, dar supus Coroanei Ungariei, în fruntea căruia l-a numit pe Dragoș, voievodul românilor din Maramureș.. Descălecatul lui Dragoș ar fi avut astfel loc în anul 1347, în alt an decât cel menționat în legenda descălecatului (1359) – legendă consemnată în Cronicile slavo-române din secolele XV-XVI:
„În anul 6867 a venit Dragoș voievod din Țara Ungurească, după un bour la vânătoare și de atunci s-a început, cu voia lui Dumnezeu, Țara Moldovei.”
 Legenda întemeierii Moldovei, sub Dragoș, este istorisită în Letopisețul Țărîi Moldovei până la Aron Vodă, scris de Grigore Ureche, după cum urmează: se povestește că Dragoș vodă din Maramureș, ieșind odată la vânat, a întâlnit un bour, pe care l-a gonit cu câinii până pe malurile râului Moldova, unde l-a ucis sub o răchită. Astfel s-a întemeiat Moldova, Dragoș fiind primul ei domnitor. În amintirea vânătorii, a hotărât el ca stema noului stat să fie un cap de bour, așa  cum scrie Grigore Ureche: "Și hierul țării sau pecetea cap de buor (sic) să însemnează". Locul unde a căzut fiara s-a numit de atunci Boureni, iar apa pe malurile căreia s-a întâmplat fapta a căpătat numele de Moldova, după Molda, cățeaua cea iute care gonise fiara și murise apoi de oboseală.
Asupra numelui "Moldova", B. P. Hasdeu în Istoria critică a Românilor enunță următoarele opinii: „O urmă foarte interesantă a petrecerii goților în Moldova este chiar rîul „Moldova”, de la cuvântul gotic mulda -praf, de unde s-a născut de asemenea numele apei Mulde în Saxonia, un afluinte [sic!] al Elbei, precum și forma germană Moldau a numelui bohem Wltawa, pe cînd afară din lumea teutonică termenul fluvial „Moldova” nu se găsește nicăiri.”
Obiectivul noii mărci era acela de a apăra trecătorile din Carpații Orientali prin care tătarii ar fi putut să treacă peste munți. Fiind ținut de graniță și de strajă, „Moldova lui Dragoș nu era decât un fel de feudă militară regală", ,
Relativ la scurt timp după stabilirea lui Dragoș în Moldova, familia unui alt voievod maramureșean - Bogdan - rivală cu familia lui Dragoș și aflată în conflict cu regele Ungariei, trece dincolo de Carpații Orientali. După alungarea descendenților lui Dragoș începe o nouă dinastie numită a Bogdăneștilor — cunoscută în istoriografia modernă ca Dinastia Mușatinilor.

#### Opinii la nivelul secolului XXI

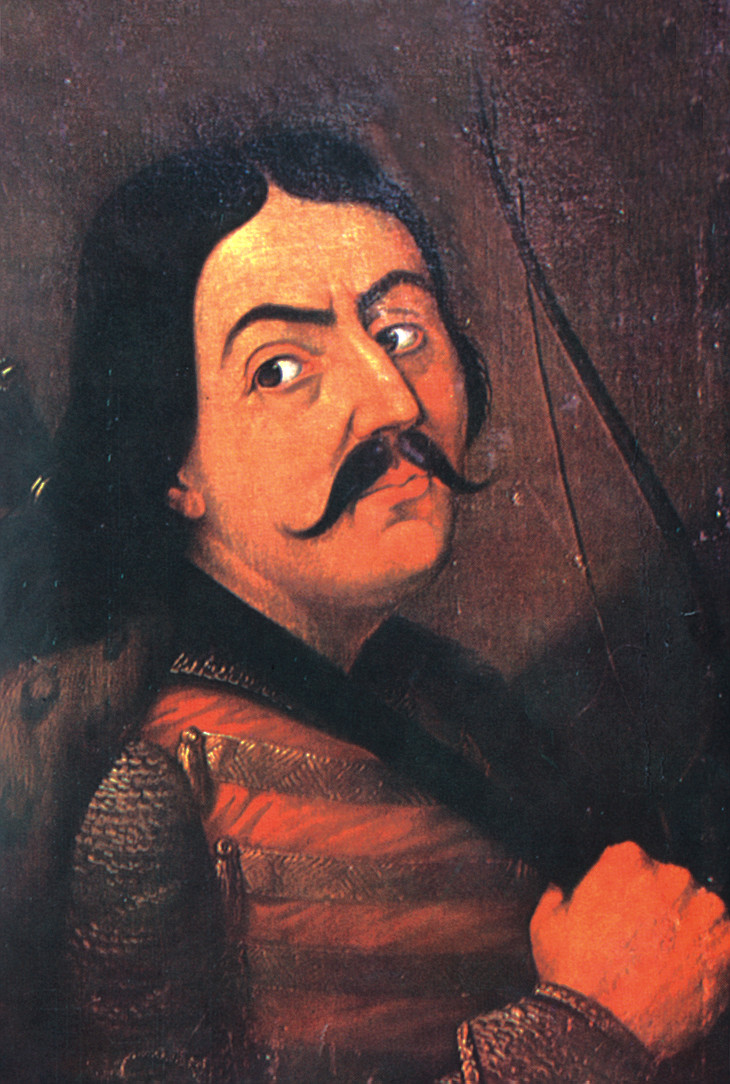
Dragoș I al Moldovei - Pictură sec. XIX

Opinia de mai sus este ameliorată de cercetări din ultimul deceniu care continuă ideea lui A.D. Xenopol despre două descălecări distanțate în timp și cu conținut diferit: mai întâi cea a lui Dragoș, apoi cea a lui Bogdan. Astfel, personajul istoric real numit Dragoș ar fi de fapt un „Dragoș” din vremea domniei regelui Ladislau al IV-lea (1272-1290), primul dintre regii maghiari care a întreprins o expediție militară la răsărit de Carpați - în urmărirea Cumanilor - și s-a aflat în Moldova în cadrul evenimentelor care s-au asociat cu formarea voievodatului moldovenesc pe la mijlocul deceniului 9 al secolului al XIII-lea.
Originea maramureșeană a lui Dragoș Vodă are doar un suport nedocumentat, legendar (nu este exclus ca el să fi fost de fapt o căpetenie locală).
Voievodatul întemeiat de Dragoș și consemnat cu numele de Moldavia are centrul la Baia și ține sigiliul acestui oraș, fapt consemnat în  1334. Tradiția îi atribuie lui Dragoș construcția unei bisericuțe de lemn în Boureni, județul Suceava.
Orașul Baia a fost întemeiat de sași din Transilvania  și de germani din Polonia. Este pomenit din 1300 cu numele latin de Civitas Moldaviensis, după numele râului Moldova.

#### Evoluția
Evenimentele n-au permis ca Valahia nordică să devină un centru unificator, rolul revenindu-i formațiunii de pe râul Moldova aflată inițial sub dominația Ungariei, teritoriul fiind considerat oficial Coronae Hungariae subiecta și declarat de rege terra nostra. Interpolatorul cronicii lui Grigore Ureche – Misail Călugărul numea această formațiune – „căpitănie”, aceasta  grupând un număr de sate - întindere nu prea mare, eronat comparată în vremea noastră cu o marcă de hotar germană (mult mai întinsă). În jurul stăpânirii de pe râul Moldova legată prin pasul Prislop de Maramureș, s-au unit și alte formațiuni eliberate de sub stăpânirea tătară, probabil de pe valea Moldovei și de pe cea a Bistriței - cum ar putea fi chiar Câmpul lui Dragoș care poartă numele Descălecătorului. Deschisă și spre sudul aflat tot sub stăpânirea maghiară - de vreme ce în martie 1347 aceasta reînființează aici episcopia Milcoviei, formațiunea lui Dragoș a dublat partea răsăriteană a Carpaților - în vederea protejării Transilvaniei de năvălirile tătarilor de peste Prut.
Tradiția nominalizează după Dragoș doar doi voievozi anteriori lui Bogdan I , Sas și Balc, dar domnia lui Sas s-a încheiat mai înainte de venirea în scaun a lui Bogdan și între cei doi au mai domnit și alți voievozi, care însă nu s-au învrednicit să rămână în memoria colectivă a supușilor lor, rămânând astfel în afara tradiției orale.[C]Sas, fiul lui Dragoș, a avut o domnie scurtă, de 4 ani. Potrivit tradiției, ar fi ridicat o cetate, astăzi dispărută, pe dealul Sasca, din apropierea târgului Siret. Simeon Reli (op. cit., ref. 34) afirmă că „Locuința domnească a lui Vodă Lațcu a fost în castelul întărit de pe Sasca.”
Atât Descălecătorul cât și urmașii săi au militat pentru menținerea relațiilor feudale și de supunere față de coroana maghiară, supunere care este pusă la îndoială de revolte succesive. Penultima dintre aceste revolte este înfrântă în 1359 de un alt comandant maramureșean numit tot Dragoș din Giulești.

### Al treilea nucleu statal - Bogdan I - Apariția statului feudal independent

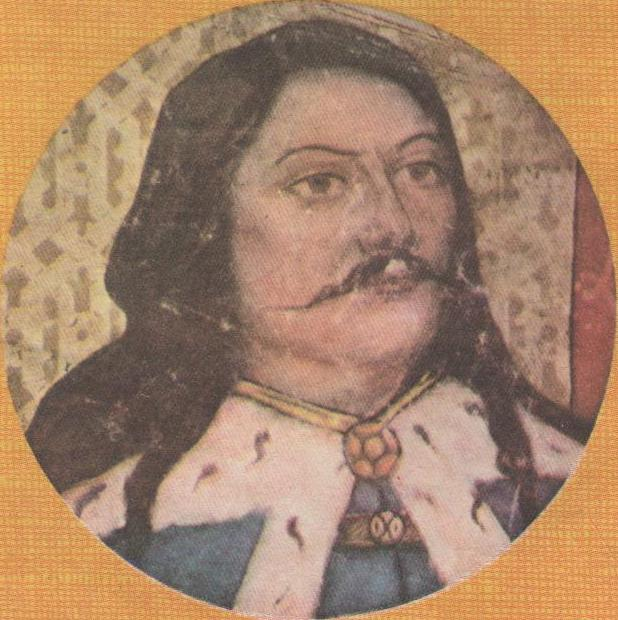
Bogdan I Mușat - Pictură sec. XIX - Muzeul din Alba Iulia

Voievodul Bogdan din Maramureș a intrat alături de alții în conflict cu regele ungar spre sfârșitul primei jumătăți a secolului XIV. Considerat cea mai importantă persoană dintre răzvrătiți, în jurul anilor 1342-1343 regele Ludovic I i-a retras titlul de voievod declarându-l „infidel notoriu” și, din cauza unei intervenții armate, viitorul voievod al Moldovei decide să treacă Carpații Orientali însoțit de întreg clanul său (fiii, rudele și o mică armată). Aici tocmai murise Sas și rămăseseră fiii lui (Balc, Drag, Dragomir și Ștefan) dintre care Balc trebuia să urmeze la domnie.
Probabil instalat în partea de nord, a început să se apropie politic și militar de „marca de hotar”, condusă de unul dintre căpitanii regali succesori ai lui Dragoș. În jurul anului 1363, Bogdan îl silește prin luptă să părăsească țara pe ultimul succesor - Balc[D] sau Baliță, într-un moment militar în care regele Ludovic este ocupat cu o campanie împotriva lui Dușan al Serbiei și nu are timp pentru asigurarea unei succesiuni fidele regatului ungar - în Moldova - și unul politic în care populația locală este nemulțumită de evidenta tendință de suzeranitate a Ungariei. Balc se întoarce în Maramureș unde regele Ludovic cel Mare îl răsplătește pentru „serviciile sale strălucite”, acordându-i moșia Cuhea „în țara noastră a Maramureșului” -spune regele- cu satele Ieud, Bascov, amândouă Vișăele, Moiseni, Borșa și amândouă Seliștele. (C. C. Giurescu și Dinu Giurescu, op. cit., p. 282), pe care moșie am luat-o de la Bogdan voievodul și de la fiii lui, infidelii noștri notorii.
Având posibilitatea de a organiza o forță militară redutabilă cu ajutorul căreia a dominat viața politică locală, Bogdan a putut pune bazele viitorului stat fie prin lupte fie prin tratative.
Încercările ulterioare ale lui Ludovic cel Mare al Ungariei de a-l readuce pe Bogdan la statutul de vasal nu reușesc și, ca atare, acesta, învingător asupra forțelor militare trimise contra lui, se menține ca domn independent. Pe data de 2 februarie 1365 regele Ungariei, este nevoit să recunoască faptul că Țara Moldovei nu mai era stăpânită de el.
Cronica domniei lui Ludovic, regele Ungariei, scrisă de Ioan de Târnave, semnalează eșecul expedițiilor repetate întreprinse de oștile regatului ungar pentru a-și impune din nou dominația la răsărit de Carpați, precum și rezultatul final al luptei, anume transformarea Moldovei în stat independent („terra... Moldavie in regnum est dilatata”). Moldova (Valahia minor) își câștigase astfel independența prin rezistența încununată de succes, opusă tendințelor de dominație ale regatului ungar.

#### Din Maramureș în Moldova - Tranziția
Bogdan, care deținea o reședință fortificată la Cuhea sau Cuhnea (azi Bogdan Vodă) - descoperită în timpul săpăturilor arheologice efectuate în deceniul 6 al secolului XX sub conducerea lui Radu Popa, făcea parte dintr-o familie de cneji ce stăpâneau douăzeci și două de sate pe cursul superior al Izei (între Strâmtura și Bârsana), dar și pe Valea Vișeului.
A fost proclamat voievod al întregului Maramureș în timpul domniei regelui Carol Robert de Anjou (1308-1342). În acest interval a reușit să mențină autonomia voievodală, însă la începutul domniei lui Ludovic I de Anjou (1342-1382), casa regală reușește să-l destituie.
Există două ipoteze cu privire la motivele acestei decizii politice: fie un conflict cu nobilul maghiar Ioan - castelan al cetății Visc - reprezentantul regelui în Maramureș,  fie o decizie a fostului rege Carol Robert de a impune o taxă de 18 dinari pentru fiecare „poartă iobăgească”, ceea ce ar fi dus la o mișcare de amploare a maramureșenilor pentru apărarea vechilor libertăți. Au urmat aproape două decenii în care în ciuda „infidelității” de care era acuzat de regalitatea maghiară, aceasta nu a  confiscat averile și nici nu a luat alte măsuri juridice împotriva lui, posibil pe fondul notorietății de care Bogdan se bucura în rândul comunității locale. Înainte de 1345 majoritatea populației românești maramureșene deja se răzvrătise.
Deși fugit, se pare că viitorul domnitor nu a renunțat de la bun început la ideea revenirii, deoarece mai târziu sunt amintiți că au pătruns în Maramureș „invasores de Mulwa". Odată însă cu incendierea bisericii și curții din Cuhea și confiscarea domeniului său, precum și acordarea cnezatului Cuhea din Maramureș cu satele aparținătoare ca răsplată lui Balc și fraților lui Drag, Dragomir și Ștefan, prin Diploma regelui Ludovic din 2 februarie 1365, voievodul Bogdan se instalează definitiv în Moldova. Toate cronicele noastre vechi îi dau lui Bogdan șase ani de domnie. Bogdan a fost, de asemenea, și ctitor de lăcașuri bisericești: după toate probabilitățile, lui i se datorește biserica de la Rădăuți, unde a fost înmormântat. Tot lui Bogdan i se datorește și ctitoria de piatră numită a Bogdăneștilor - distrusă de tătari în 1510- situată lângă actuala mănăstire Râșca (în jud. Suceava).

#### Succesiunea

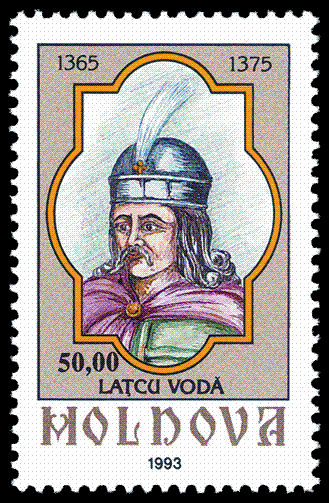
Lațcu I - Portret filatelic 1993

Ștefan, fiul cel mare al lui Bogdan I a murit în 1358 în Maramureș fără a ajunge în scaunul Moldovei, astfel că după moartea tatălui său  spre sfârșitul lui 1367 (1365 după alte surse), lupta pentru tronul moldovean - cu participare polonă - s-a dat între fiii săi: Ștefan (fiul cel mare) și Petru (mezinul -  susținut de majoritatea românilor și a „provincialilor ungurilor“, adică de maramureșeni), nepoții lui Bogdan I la trecerea prin Codrii Plonini[E]. Petru - învingător al polonilor în bătălia de la Codrii Plonini - și-a continuat domnia în Moldova ca Petru I (1367-1368). I-au succedat Lațcu I (1368-1375) mort fără descendență masculină, apoi fiii lui Ștefan (fiu al lui Bogdan I) cu Margareta Mușata: Petru Mușat (1375-1391),  Roman I Mușat (1391-1394), Ștefan I Mușat (1394-1399) - fiu al lui Roman I, Iuga I Mușat (1399-1400) - fiu al lui Roman I, Alexandru cel Bun Mușat (1400-1432) - fiu al lui Roman I.[F] În cronica cea veche a Moldovei, numită și Letopisețul de la Putna, scris sub Ștefan cel Mare, se spune că lui Lațcu i-a urmat „Petru voievod, fiul Mușatei”, și nu al lui Mușat. (B. P. Hasdeu, op. cit. p. 642).

## Extinderea și consolidarea autorității statale

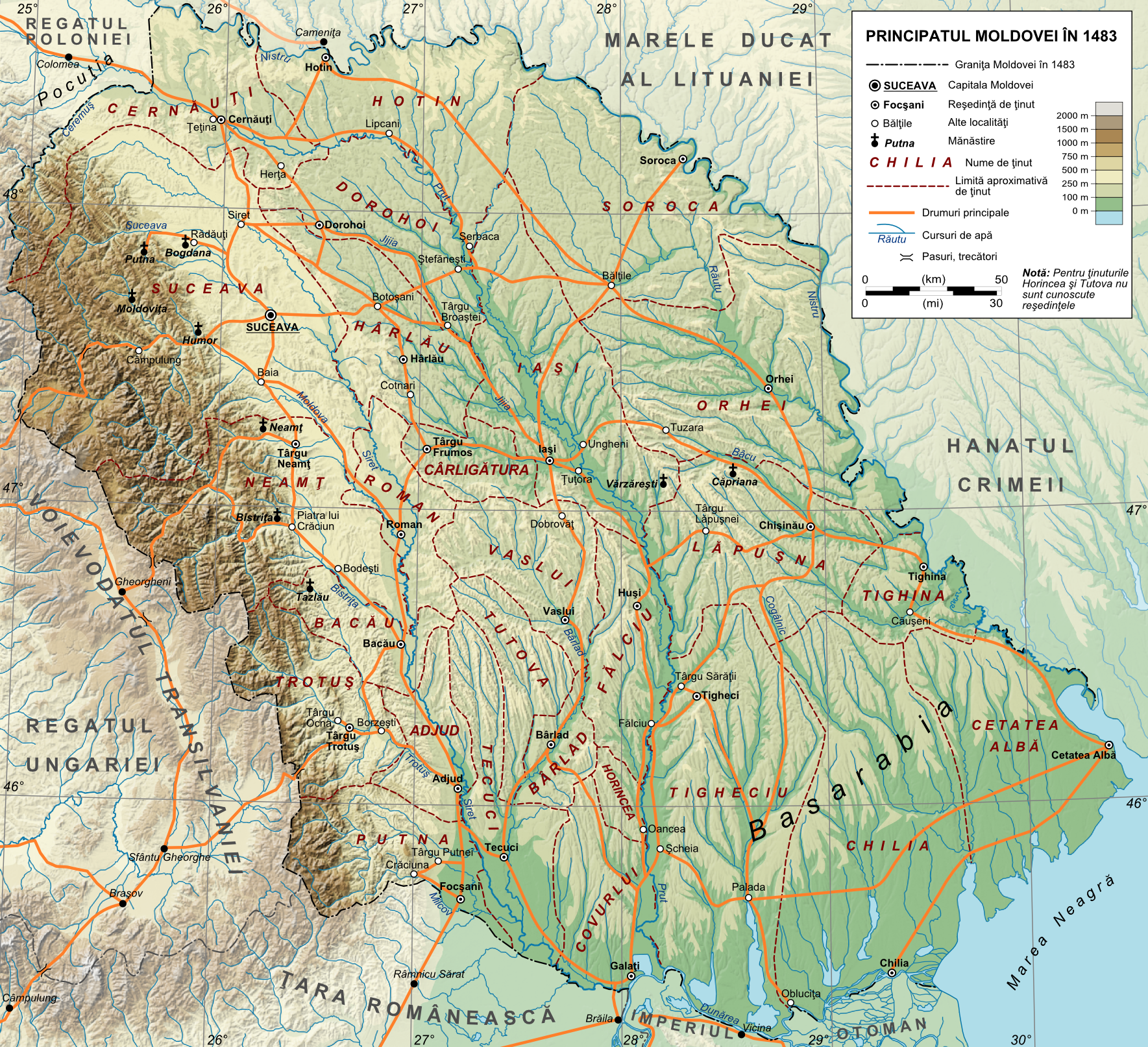
Principatul Moldovei la nivelul de expansiune maximă - în 1483 - sub domnia lui Ștefan cel Mare

### În plan geografic

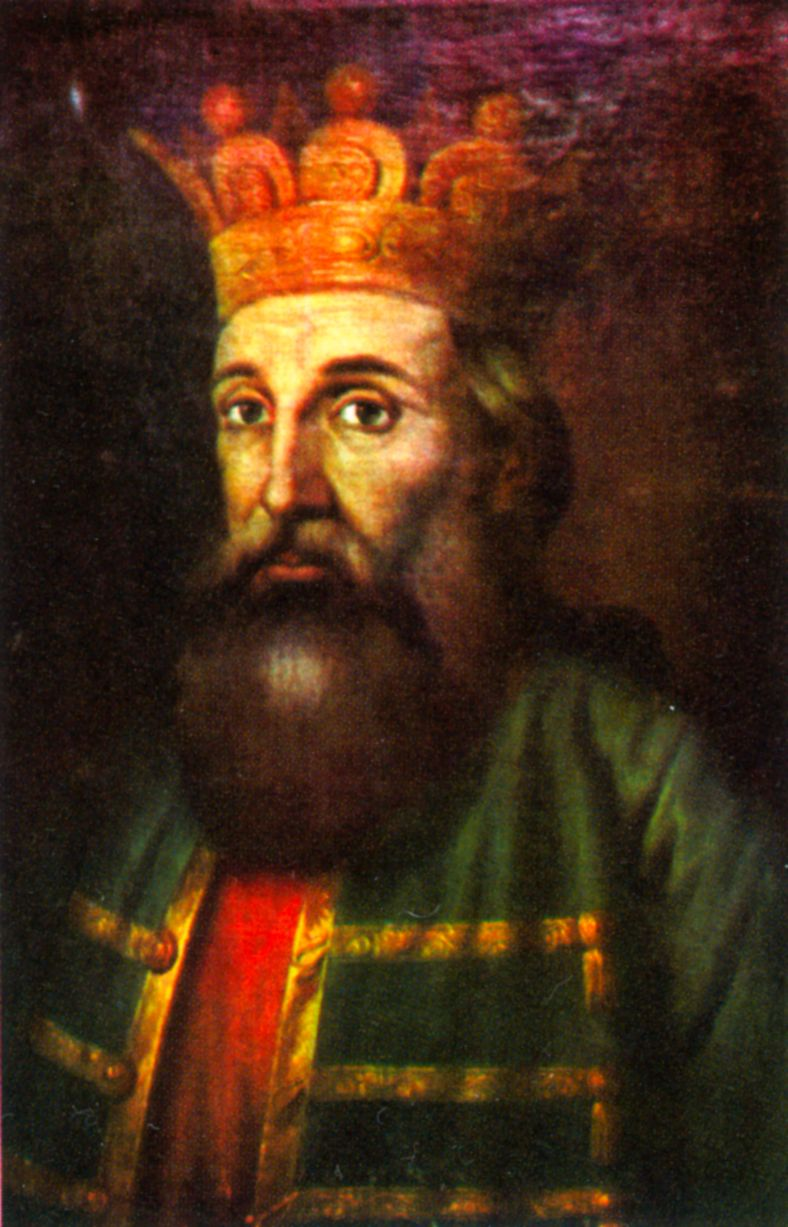
Petru I Mușat - Pictură sec. XIX - Palatul Culturii din Iași

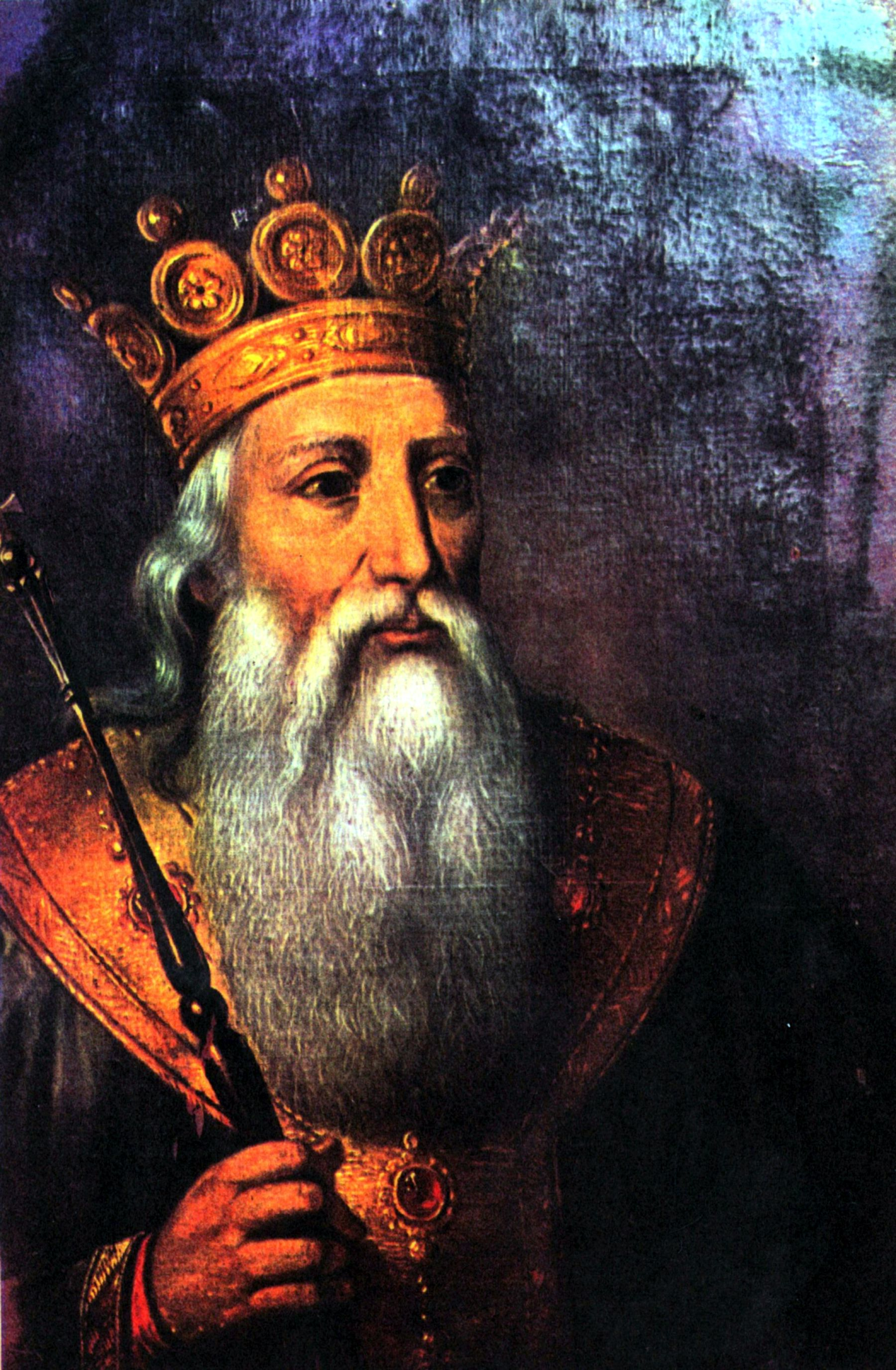
Roman I Mușat - Pictură sec. XIX - Palatul Culturii din Iași

Băștinașii din teritoriul viitorului stat moldovenesc au îmbrățișat cu o anumită satisfacție descălecatul lui Bogdan, acordându-i ajutorul necesar atât în lupta sa cu armata ungară cât și la întregirea statului. Primul nucleu al noului voievodat a fost localizat tot în arealul râului Moldova, de unde și numele păstrat al țării iar capitala a fost localizată la fel  - la Baia.
Unificarea a început mai întâi prin contopirea voievodatului Moldovei cu cel al Valahiei de nord (Valahia Minor). La baza unei alianțe a lui Bogdan I cu voievodul acestei Valahii s-ar fi aflat căsătoria Anei de la Siret – care aparținea familiei voievodale locale, cu fiul lui Bogdan, Lațcu. Ana ar fi primit ca zestre târgul Siret împreună cu un întins ocol de sate la sudul acestui târg,[G] iar Lațcu a strămutat capitala țării și reședința domnească de la Baia la Siret. În anul 1371 același Lațcu a obținut din partea papei Urban al V-lea un scaun episcopal catolic cu sediul în Siret, în dependență directă de papalitate. A adoptat el însuși catolicismul. Papalitatea îi recunoaște lui Lațcu, prin același act papal, titlul de duce al Moldovei (dux Moldavie), țară despre care documentul papal afirmă că era o „parte” a „națiunii Wlahe” : dux Moldavie partium seu nationis Wlachie.
Petru I Mușat este cel care mai târziu, după ce pune stăpânire pe orașul Suceava – centrul de reședință al voievodatului nordic, mută capitala la Suceava. Aici el construiește o cetate din piatră și își stabilește reședința sa principală. Pe teritoriul reunificat, inclusiv cel al Țării Șepenițului, el construiește principalele cetăți ale Țării Moldovei.
Ulterior extinderea jurisdicției spre zonele centrale și sudice asupra formațiunilor prestatale existente s-a făcut treptat dar destul de rapid, începând din timpul domniei lui Petru I Mușat (după unii autori chiar din perioada domniei lui Lațcu), care a inclus în componența Moldovei doar teritoriile aflate în afara administrației muntene. În perioada 1387-1391 extinderea Moldovei în direcția sud-estică atinge limita Cetății Albe (Belgorod), ceea ce se soldează cu extinderea autorității până la Marea Neagră și la zona Nistrului de Jos.
După retragerea tătarilor, o parte a spațiului de la răsărit de curbura Carpaților era sub stăpânirea Ungariei, care controla așa numitul culoar unguresc – drumul comercial ce lega Brașovul cu portul Chilia. În urma unor confruntări ale Țării Românești cu Ungaria s-a ajuns la un compromis: regele îi recunoștea lui Vlaicu-Vodă (1364-1377) stăpânirea asupra teritoriului respectiv, iar domnul muntean se obliga să reînnoiască brașovenilor privilegiul comercial.
Roman I Mușat completează unificarea Moldovei eliberând teritoriul de la Sud de sub stăpânirea tătarilor, astfel că pe la 1394 se intitula la doar aproximativ trei decenii de la al doilea descălecat „mare și singur stăpânitor, domn al Țării Moldovei de la munte până la Mare".
Alexandru cel Bun, în urma unei înțelegeri cu Mircea cel Bătrân de delimitare a hotarelor, a căpătat noi teritorii din sudul Moldovei, inclusiv portul Chilia și Basarabia.
Hotarele Moldovei cu Țara Românească au fost definitivate în timpul domniei lui Ștefan cel Mare, care a integrat zona dintre râurile Putna și Milcov, stăpânită până atunci de Muntenia.

### Pe plan intern
Consolidarea statului și formarea instituțiilor are loc în timpul urmașilor lui Bogdan: Lațcu, Petru I Mușat, Roman I Mușat, iar desăvârșirea consolidării instituționale, economice și culturale s-a realizat în timpul lui Alexandru cel Bun.
Petru I Mușat bate primele monede de argint (groși) și de bronz în 1377 (totuși de la Bogdan I se păstrează prima monedă moldovenească, cu inscripția: Moneda Moldaviae-Bogdan Waiwo(da)).
La origini, structura politică internă permitea marilor feudali să aibă o putere atât de mare, încât la prestarea jurământului de vasalitate al domnitorului către suzeranul Poloniei, acesta, pentru a fi sigur ca va fi ascultat, cerea și iscălitura acestora pe același hrisov sau pe unul negociat separat. În anul 1387 Petru I Mușat a depus omagiu de vasalitate regelui polon atât în numele său propriu, al „cetăților valahe” („valahie castra”) cât și al boierilor „pământeni ai Valahiei” („terrigenarum terre Valachie”).
Țara Moldovei era percepută de regatul polonez ca o entitate duală constituită prin unirea Moldovei cu Valahia nordică, de unde și insistența ca ambele părți ale țării să îi accepte suzeranitatea. Doar în documentele interne domnul se intitula „singur stăpânitor al Țării Moldovei”.

### Pe plan extern

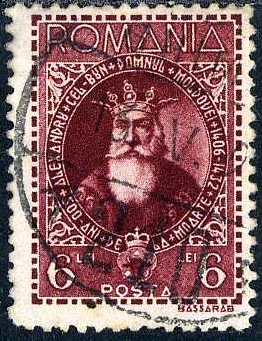
Alexandru cel Bun - Portret filatelic 1932

În anul 1372 Ludovic al Ungariei devine și rege al Poloniei, iar Moldova devine „cuprinsă din două pãrți de aceeași forță". Vrând sã împace cât mai bine noua situație, Lațcu I Mușat aderã la catolicism și intră in legătură cu papalitatea. Inițiază o politică de catolicizare și în 1370 acceptă constituirea unei episcopii catolice la Siret. Drept răspuns i se recunoaște titlul de „duce" al Moldovei. Totuși, soția sa și fiica sa, Domnița Anastasia, au rămas ortodoxe. Anastasia, fiica lui Lațcu Voievod, a făcut donații mănăstirii din Rădăuți.
În încercarea de a contracara tendințele expansioniste ale Ungariei, tot Petru I Mușat inițiază relații suzerano-vasalice cu regele Poloniei - Vladislav Jagello în 1387. Nicolae  Iorga  menționează că Petru îi făcu închinare [lui Vladislav Iagello] la Lemberg (ai noștri ziceau cetății: Liov), orașul cel mare pe care de curând, în acest veac al XIV-lea, îl întemeiase, cu Poloni, Nemți și Armeni, regele Cazimir. Iorga precizează mai departe:  "Închinarea aceasta nu trebuie să ne facă a crede că Domnii noștri erau un fel de slugi sau căpitani ai vecinilor lor. Pe atunci legătura de închinare era legătura cea mare între stăpânitorii de pământ. ... Deci, a te închina cuiva înseamnă același lucru ca și cum te-ai uni cu dânsul."
Petru îi acordă regelui polon, în 1388, un împrumut pe trei ani de 4000 piese de argint („ruble frâncești”), regele polon punând drept gaj Pocuția și Haliciul. Ținutul Haliciului era urmarea dinspre miazănoapte a Moldovei-de-sus, a Bucovinei de astăzi (N. Iorga, op. cit. p. 49).
Petru a aceptat suzeranitatea polonă ca un scut împotriva expansiunii peste Carpați a Regatului ungar (Florin Constantinescu, 1997, p. 79).
Petru readuce țara la ortodoxie și întemeiază o mitropolie ortodoxă la Suceava (1386/1387), instituție care va contribui la întărirea puterii centrale și va însemna recunoașterea de facto de către Polonia a autonomiei politice și bisericești. Petru I își mută reședința domnească la Suceava. A existat un conflict între domnitor și Patriarhia din Constantinopol în privința dreptului de a-l numi pe titularul noului scaun mitropolitan, ceea ce a amânat ani în șir instalarea unui mitropolit canonic.``
Moldova este recunoscută în spectrul politic al epocii ca o țară românească. În unele izvoare, ea este numită Valahia Minor, pentru a fi deosebita de Valahia Maior (Gross Valachey), statul românesc dintre Carpați, Dunăre si Marea Neagră.
În vremea lui Alexandru cel Bun, Patriarhia Ecumenică din Constantinopol după câțiva ani de negocieri, în 1401 recunoaște Mitropolia Moldovei.